# Jens-Peter Ostendorf

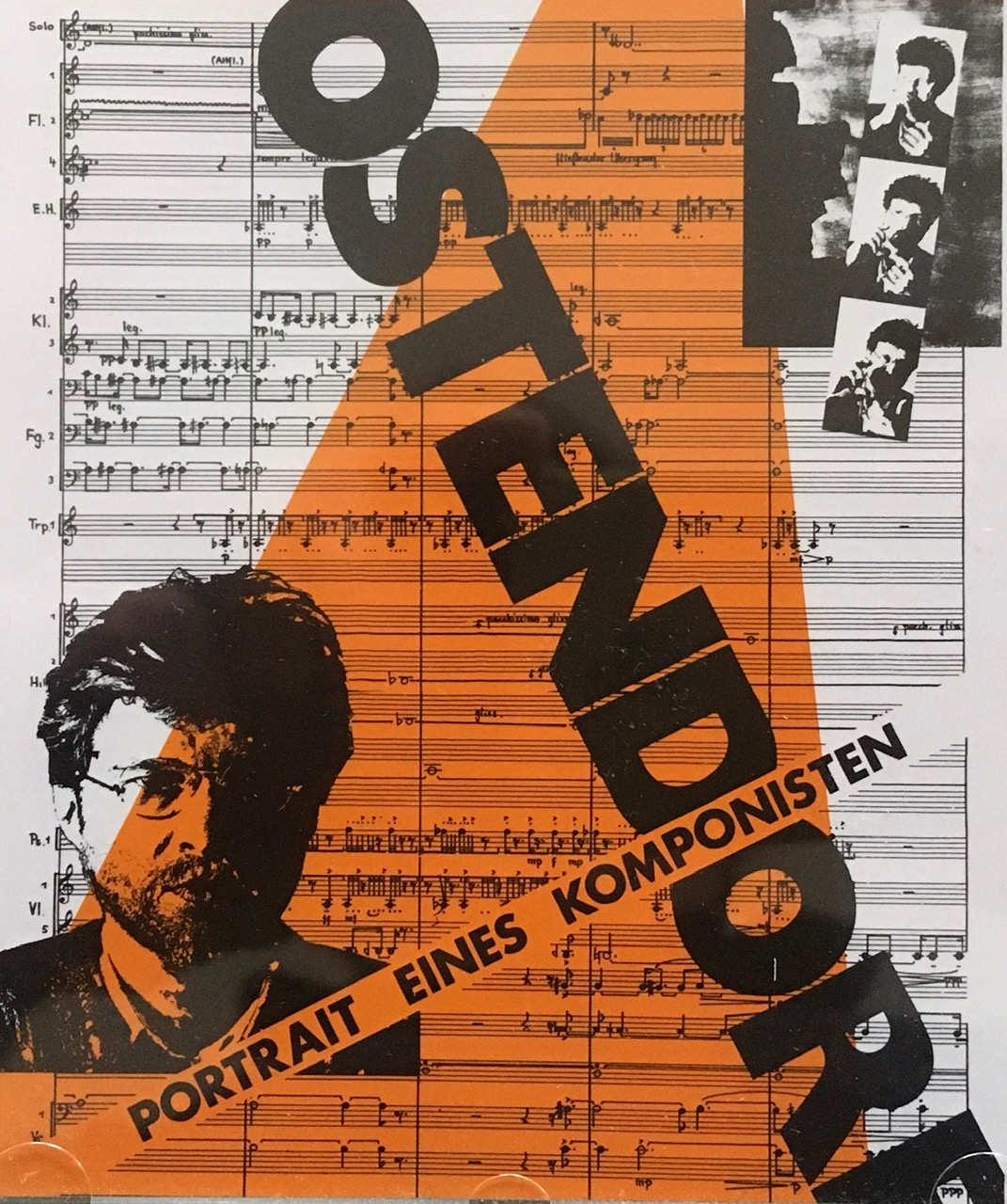
Arnd Kaestner: Plakatentwurf für > Jens Peter Ostendorf_1987

Jens-Peter Ostendorf (* 20. Juli 1944 in Hamburg; † 7. März 2006 in Norderstedt) war ein deutscher Komponist und Pionier der experimentellen, neuen Musik.

## Leben
Bereits im Alter von 10 Jahren komponierte Jens-Peter Ostendorf; mit 14 Jahren spielte er seine Kompositionen vor; mit 17 führte er seine erste eigene Komposition öffentlich auf. Nach seinem Abitur am Gymnasium für Jungen in Eppendorf (heute Gymnasium Eppendorf) begann er 1964 mit dem Studium der Musiktheorie und Komposition an der Staatlichen Hochschule für Musik in Hamburg bei Ernst Gernot Klussmann und Diether de la Motte. Außerdem wurde er in Schulmusik und Dirigieren bei Wilhelm Brückner-Rüggeberg ausgebildet. Seine Vorbilder waren György Ligeti, Steve Reich und Luigi Nono. 1968 ermöglichte ihm der Bach-Förderpreis, ein Stipendium der Stadt Hamburg, die Mitarbeit im Kompositionsstudio von Stockhausen und die Teilnahme an dessen Kollektivkomposition „Musik für ein Haus“ in Darmstadt.
Von 1969 bis 1978 war er Leiter der Abteilung Bühnenmusik am Thalia Theater Hamburg und gründete im selben Jahr die Gruppe „Hinz & Kunzt“, ein insbesondere der Arbeit Hans Werner Henzes verpflichtetes Ensemble für szenische Musik. Innerhalb der Gruppe „Hinz & Kunzt“ engagierte
sich Ostendorf besonders bei Henzes „Cantiere“ im toskanischen Montepulciano, wo sich später die Musikhochschule Köln einrichtete.
1972 begann er mit dem Studium der experimentellen Musik und nahm das Studium der experimentellen Phonetik an der Universität Hamburg auf. 1973/74 erhielt er ein Villa-Massimo-Stipendium der Deutschen Akademie in Rom. Dort befreundete er sich mit dem französischen Komponisten Gérard Grisey, Mitbegründer der Gruppe „L’Itinéraire“, deren materialorientierte Ästhetik Ostendorf seither teilte. Die römischen Werkstattgespräche animierten Ostendorf zu einer intensiven Beschäftigung mit den physikalischen Voraussetzungen der Klangfarbe. 1976 folgten weitere Einladungen der Villa Massimo und 1977 ein Arbeitsaufenthalt in die Villa Romana nach Florenz.
1979 löste Ostendorf sein Engagement mit dem Thalia Theater Hamburg und war als freischaffender Komponist tätig.
Zunächst reiste er studienhalber in die Sahara und zur Insel Djerba, machte Tonbandaufzeichnungen von Tuaregg-Gesängen und Liedern der Djerba-Juden. Ein Halbjahres-Stipendium in der Cité Internationale des Arts in Paris schloss sich an.
1980 arbeitete Ostendorf am renommierten Pariser IRCAM-Institut (Institut de Recherche et Coordination Acoustique/Musique) und erhielt eine Professur für Musiktheorie, Komposition und Analyse an der Universität Bremen. Einer seiner Schüler war Peter Friemer. 1981 und 1983 bereiste er Kuba, um musikalische und musiksoziologische Studien durchzuführen. Dort nahm er teil am Kongress für elektronische und Computermusik und betreute Sendungen des Kubanischen Rundfunks in Havanna.
Im Rahmen der Komponistenwettbewerbe der Hamburger Staatsoper wurde am 15. Februar 1982 seiner Oper William Ratcliff nach Heinrich Heine an der Opera Stabile, der experimentellen Bühne der Hamburger Oper, uraufgeführt.
Damit fanden Ostendorffs Kompositionen nationale Beachtung, denn die gesamte Tragödie Ratcliffs wurde vom Komponisten als eine Übereinanderschichtung verschiedener Bilder begriffen, ein Zusammenspiel von Schauspiel, Gesang, Pantomime, Hörspiel, Stimmen und dialogischen Selbstgesprächen mit Live-Orchester, Bild- und Bandaufnahmen. Seine zweite Oper, namens Murieta, nach Pablo Nerudas Glanz und Tod Joaquin Murieta, war ein Auftragswerk der Kölner Oper, die dort am 25. Oktober 1984 dort uraufgeführt wurde. Seine vierte Oper Questi Fantasmi...! wurde am 5. Dezember 1992 vom Stadttheater Koblenz uraufgeführt als Auftragswerk zur 2000-Jahr-Feier der Stadt.
Diese Uraufführungen machten Ostendorf als Neuerer des Musiktheaters bekannt, so dass 1987 die Stadt Gütersloh ein sechstägiges Ostendorf-Porträt feierte. Dazu komponierte er die Orchesterwerke Mein Wagner (1983) und Psychogramme (1984), die daraufhin im Rahmen der Tage „Neue Musik aus der Bundesrepublik“ eine Einladung nach Kiew erhielten und dort zusammen mit seiner Oper William Ratcliff erstaufgeführt wurden.
Jens-Peter Ostendorf lebte und arbeitete in Hamburg und Formentera/Spanien. Er schrieb neben Opern für modernes Musiktheater auch Filmmusiken. Mitte der 90er Jahre versiegte sein Schaffen infolge einer unheilbaren Erkrankung.

## Werke (Auswahl)
| Musik für die Filme: - 1977: Pariser Geschichten Musik zur gleichnamigen Fernsehserie - 1978: Onkel Bräsig Musik zur gleichnamigen Fernsehserie in 14 Folgen - 1978: Die Geburtstagsfeier nach Harold Pinter. Musik zum gleichnamigen Fernsehspiel - 1978: Uns reicht das nicht - 1979: Das reicht uns nicht - 1980: Elisabeths Kind Drama - 1982: Im Zeichen des Kreuzes Politthriller, Science-Fiction-Film - 1984: Das Rätsel der Sandbank, Fernsehserie und Spielfilm - 1984: Der Fall Bachmeier – Keine Zeit für Tränen - 1987/88: Yasemin Jugendfilm - 1988: Die Stimme Thriller - 1989: Der Fotograf Drama - 1990: Herzlich willkommen Drama, Literaturverfilmung - 1991/92: Der Untergang des Goldenen Webstuhls Drama, Literaturverfilmung - 1992: Die AIDS-Rebellen Dokumentarfilm - 1993: Die Denunziantin Drama - 1995: Der Richter und das Mädchen Drama, Gerichtsfilm, Kriminalfilm - 1996: Reisen ins Leben – Weiterleben nach einer Kindheit in Auschwitz Dokumentarfilm Werke für Musiktheater: - 1970: Die Drei Musketiere nach Alexandre Dumas Bühnenmusik (Ouvertüre, Tanzmusik, Sequenzen), Uraufführung Thalia Theater Hamburg - 1977/78: Alice im Wunderland Kindermusical nach Lewis Carroll, Helmut Polixa (Textdichter) - 1977: Bruch – Ein Ding Mit Musik Musical für die Jugend von Hansjörg Martin (Libretto), Uraufführung 27. März 1997 Opera Stabile Hamburg - 1979/82: William Ratcliff Kammeroper nach der Tragödie von Heinrich Heine; Neufassungen 1. 1987, 2. 1992, Uraufführung 15. Februar 1982 Opera Stabile Hamburg – als Kammeroper; 1987 Gütersloh – Neufassungen 1992 und 1994 - 1978/84: Murieta nach dem Schauspiel von Pablo Neruda, Uraufführung 25. Oktober 1984 Oper Köln - 1989: Der falsche Prinz nach einem Märchen von Wilhelm Hauff, Ulrike Wendt (Libretto); Uraufführung 1989 Nationaltheater Mannheim - 1991: Rotkäppchen und der Wolf von Martin Mosebach, Musik: Jens-Peter Ostendorf, Uraufführung 4. Januar 1991 Schauspiel Frankfurt – Bockenheimer Depot - 1990/92: Questi Fantasmi …! nach der Komödie von Eduardo de Filippo, Uraufführung 5. Dezember 1992 Stadttheater Koblenz - 1992: Cyranos Mondfahrt nach E. Rostand und Cyrano de Bergerac, Uraufführung 1992 Stadttheater Koblenz - 1993: Der Weltbaumeister, Architekturschauspiel für symphonische Musik nach Bruno Taut, Uraufführung 1993 Oper Graz U-Musik: - 1979/1981: Don’t Begin – Vergiss es, lass es (Text: Jürgen Flimm) Elektronische Musik: - 1974: Seul für vier Flöten (1 Spieler) und Live-Elektronik Ensemblemusik: - 1978: Vorwärts zur Unzeit für Kammerorchester. Uraufführung 6. Februar 1978, Paris – Nouveau Carré, Ensemble L’itinéraire - 1993: Chant d’Orphée Buch und Lieder nach Heinrich Heine, für 20 Solostreicher, Schlagzeug und Tenor, Uraufführung 16. November 1993 Konzertmusik: - 1975: Solo für Orchester Konzert, Uraufführung 30. Januar 1976, Hannover, Rundfunkorchester Hannover Hörspielmusik: - 1976: Lisa Kristwaldt: Tag der Verkäuferinnen – Regie: Richard Hey/Lisa Kristwaldt (Radio-Feature – NDR) | Orchesterwerke: - 1969: Tre Dimensioni Sinfonie. Einer allzu früh verstorbenen zum 18. März 1968. für Orchester - 1970/71: Potpourri II. Sentimentale Brechungen für Orchester. (Text: Karl May), Chor, Bariton, Sprecher, Uraufführung 22. April 1971, Hamburger Jugendorchester, Hamburg - 1974/76: Chor für Orchester 25. Mai 1977, Sinfonieorchester des NDR, Hamburg - 1975: Johnny reitet westwärts Musikalischer Western für Orchester und Erzähler, Uraufführung 2. Juni 1976 - 1977: Zeitlupenklang für variables Orchester, Uraufführung 27. Januar 1978 - 1980: Musica Leggiera I für Orchester, Uraufführung 24. Oktober 1982, Stuttgart, Radio-Sinfonieorchester Stuttgart - 1980: Fünf Orchesterstücke in einem Satz. (Text: Vokalysen), Uraufführung 28. Mai 1983, Frankfurt, Radio-Sinfonie-Orchester Frankfurt - 1983: Mein Wagner für Orchester, Uraufführung 13. Februar 1983 - 1983: William Ratcliff Psychogramme für Orchester, Uraufführung 10. Februar 1984 - 1986: Musik ohne Film für Streichorchester, Uraufführung 8. November 1986 - 1987: Varia Iter Variationen für Orchester, Uraufführung 22. Mai 1987 Kammermusik: - 1966: Drei Sätze Flöte allein, Uraufführung 21. Juni 1967 - 1967: Absurde Betrachtungen eigenes Gedicht für 2 Soprane mit Echoverstärker, Uraufführung 31. Januar 1968 - 1967: Bläserquintett Nr. 1 - 1968: Streichquartett Nr. 1 - 1968: Raim für sieben Schlagzeuger, Uraufführung 4. Januar 1970 - 1968: Multiohonia für Flöte solo, Uraufführung 27. Januar 1970 - 1970: Poesie für Oboe, Sopran, Gitarre und Schlagzeug Textdichter: Vokalisen - 1970: Transkription oder Musik unserer Zeit für Klavier - 1972: Trauer Szenen für einen Pianisten, Uraufführung 5. Oktober 1972 - 1974: Etüde sul C für Flöte solo - 1974: Minnelieder für Sopran, Tenor und Saxophonquartett - 1974: Seul für vier Flöten (1 Spieler) und Live-Elektronik - 1974: Oberflächen für zwei Orgelnoder Orgel und Tonband, Uraufführung 26. Oktober 1975 - 1975: Für Orgel, Uraufführung 15. März 1975 - 1975: Fondamental für Viola solo, Uraufführung 1. Juni 1975 - 1977: Bruch Elf Songs. (Text: Ostendorf) - 1977: Für Hinz und Kunzt für sechs Instrumentalisten und Tonband, Uraufführung 11. Dezember 1977 - 1978: For me. Metamorphosen in E für acht Flöten, Uraufführung 15. Januar 1981 - 1981: Refrains I für Klavier, Uraufführung 15. Juni 1981 - 1982: Melancholia Drei Lieder, tiefe Stimme und Klavier (Texte: 1, Dieter Krohn; 2, Nelly Sachs; 3, Georg Trakl), Uraufführung 10. September 1982 - 1982: Tanz ohne Worte für fünf Instrumentalisten - 1984: Tempus ex machina für zwei Klaviere und drei Schlagzeuger - 1985: Refrains II für Klavier, Uraufführung 8. November 1985 - 1988: Movimento für Violine solo - 1988: Monaden für Saxophonquartett, Uraufführung 16. November 1991 - 1989: Para Murieta für Flöte allein (zwei Schauspieler und oder zwei Schlagzeuger ad lib.) - 1989: Streichquartett Nr.2 Text: Bissinger, Claudia - 1990: Autopoiese für Sopran, Kammerensemble und Tonbänder (Text: Vokalisen) - 1991: 1791 für Klarinette in B, 3 Bassetthörner und Bassklarinette in B, Uraufführung 24. September 1991 - 1990: Septett „Geschichte vom…“ für Klarinette, Fagott, Trompete, Violine, Kontrabass, Schlagzeug, Uraufführung 8. Januar 1992 - 1992: Endspiel – Klangstille für Violoncello solo |

## Belege
1. ↑  Ostendorf Jens Peter auf media.sikorski.de, abgerufen am 15. September 2013. (PDF; 123 kB).
2. ↑  William Ratcliff Musiktheater in 3 Akten auf sikorski.de, abgerufen am 15. September 2013.
3. ↑  Ostendorf, Jens-Peter (Komponist) – Ostendorf, Jens-Peter (Libretto) (Autor) Murieta auf theatertexte.de, abgerufen am 15. September 2013.
4. ↑  Ostendorf, Jens-Peter (Komponist) – Ostendorf, Jens-Peter (Libretto) (Autor) Questi Fantasmi…! auf theatertexte.de, abgerufen am 15. September 2013.

| Personendaten    | Personendaten         |
| ---------------- | --------------------- |
| NAME             | Ostendorf, Jens-Peter |
| KURZBESCHREIBUNG | deutscher Komponist   |
| GEBURTSDATUM     | 20. Juli 1944         |
| GEBURTSORT       | Hamburg               |
| STERBEDATUM      | 7. März 2006          |
| STERBEORT        | Norderstedt           |